# Myrmica dongi
Myrmica dongi (лат.) — вид мелких муравьёв рода Myrmica (подсемейство мирмицины). Китай.

## Распространение
Южная Азия: Китай, Тибетский автономный район, Sejila Mountain, Linzhi County, 29°40’00"N, 94°23’08"E, 4200 м.

## Описание
Мелкие красновато-коричневые муравьи длиной около 5 мм с длинными шипиками заднегруди. Тело с отстоящими волосками. Голова овальная, вытянутая, длина головы от 1,30 до 1,41 мм; ширина головы от 1,10 до 1,25 мм. Скапус усика рабочих изогнут у основания, но без зубца или лопасти на изгибе. Скапус средней длины (его длина от 1,10 до 1,12 мм), он не превосходит затылочный край головы. Стебелёк между грудкой и брюшком состоит из двух члеников: петиолюса и постпетиолюса (последний четко отделен от брюшка), жало развито, куколки голые (без кокона). Брюшко гладкое и блестящее. Особенности биологии не исследованы.

## Систематика
Близок к видам из группы Myrmica pachei-group по форме основания усика рабочих и другим признакам. Сходен с такими видами как M. pachei, M. pleiorhytida и M. mifui. Вид был впервые описан в 2016 году китайскими энтомологами и Ж. Ченом (Zhilin Chen; Guangxi Key Laboratory of Rare and Endangered Animal Ecology, Guangxi Normal University, Гуйлинь, Гуанси), Ш. Жоу (Shanyi Zhou; College of Life Sciences, Guangxi Normal University) и Ж. Хуангом (Jianhua Huang; College of Forestry, Central South University of Forestry and Technology, Чанша, Хунань, Китай). Название вида M. dongi дано в честь известного китайского художника Дун Цичана (кит. трад. 董其昌, пиньинь Dǒng Qíchāng, 1555—1636) из времён правления Империи Мин.